# Uniwersytet Medyczny w Innsbrucku
Uniwersytet Medyczny w Innsbrucku, Medizinische Universität Innsbruck – austriacka państwowa uczelnia wyższa z siedzibą w Innsbrucku, wydzielona w 2004 z Uniwersytetu Leopolda i Franciszka w Innsbrucku.